# Gustavo Canto
Gustavo Damián Canto (n. Saldán, Argentina; 25 de febrero de 1994) es un futbolista argentino. Juega como marcador central y su actual equipo es Always Ready de la Primera División de Bolivia.

## Trayectoria

### Banfield
Se confirma su llegada al taladro por pedido del técnico Javier Sanguinetti para disputar el Campeonato de Primera División 2021, llega en condición de préstamo hasta diciembre del 2022. Su primer partido es el 14 de julio contra San Telmo por la Copa Argentina 2020, sale como titular con la camiseta n° 17 y completa los 90 minutos sin recibir amonestaciones ni marcar goles. Por el campeonato termina debutando 3 días después, también como titular. En total llega a disputar 14 partidos en los que no convirtió goles ni fue amonestado.

### Emelec
El 30 de diciembre se confirma la llegada de Gustavo al Bombillo para disputar la Serie A de Ecuador en lo que sería su segunda experiencia en el extranjero y su primera en el fútbol ecuatoriano. Debuta el 18 de febrero del 2022 en la primera fecha del Serie A de Ecuador 2022 contra Deportivo Macará en la goleada por 4 a 0. Salió como titular con la 6 en la espalda, disputó los 90 minutos y no recibió amonestaciones ni convirtió goles. Si bien fue convocado en dos partidos en los que no ingresó, debutó en la Copa Libertadores 2022 el 24 de mayo en el último partido de fase clasificatoria contra Independiente Petrolero. En total llega a disputar 6 partidos en los que no convirtió goles antes de rescindir su contrato de forma anticipada. los motivos de la rescisión fueron las lesiones que tuvo que no lo tuvieron disponible en la mayoría del campeonato y una relación tirante con el entrenador Ismael Rescalvo.

### Arsenal de Sarandí
Se confirma su regreso al fútbol argentino para sumarse al Arsenal de Sarandí y disputar la segunda mitad de la temporada, quedando solo por delante el Campeonato de Primera División 2022. Debuta con la camiseta 21 el 26 de septiembre contra Rosario Central en la décima fecha del campeonato, arrancó como titular y completó los 90 minutos sin convertir goles ni recibir amonestaciones. En total disputaría 14 partidos en los que no convirtió goles y recibió un total de 3 tarjetas amarillas en 1207 minutos jugados.

### Gimnasia y Esgrima La Plata
Arriba a la institución de La Plata a principios de 2024. No tuvo el rendimiento esperado y rescinde contrato en diciembre del mismo año.

## Estadísticas
Actualizado al último partido disputado el 18 de octubre de 2024

| Racing (Córdoba) Argentina | 3.ª           | 2013-14       | 4   | 0 | 0  | 0 | — | — | 4   | 0 |
| Racing (Córdoba) Argentina | 4.ª           | 2014          | 21  | 3 | 0  | 0 | — | — | 21  | 3 |
| Racing (Córdoba) Argentina | Total club    | Total club    | 25  | 3 | 0  | 0 | — | — | 25  | 3 |
| Tiro Federal Argentina | 3.ª           | 2015          | 6   | 0 | 1  | 0 | — | — | 7   | 0 |
| Tiro Federal Argentina | Total club    | Total club    | 6   | 0 | 1  | 0 | — | — | 7   | 0 |
| Sarmiento (Junín) Argentina | 1.ª           | 2015          | 1   | 0 | 0  | 0 | — | — | 1   | 0 |
| Sarmiento (Junín) Argentina | 1.ª           | 2016          | 2   | 0 | 0  | 0 | — | — | 2   | 0 |
| Sarmiento (Junín) Argentina | Total club    | Total club    | 3   | 0 | 0  | 0 | — | — | 3   | 0 |
| Ferro Carril Oeste Argentina | 2.ª           | 2016-17       | 30  | 2 | 1  | 0 | — | — | 31  | 2 |
| Ferro Carril Oeste Argentina | 2.ª           | 2017-18       | 19  | 0 | 0  | 0 | — | — | 19  | 0 |
| Ferro Carril Oeste Argentina | Total club    | Total club    | 49  | 2 | 1  | 0 | — | — | 50  | 2 |
| Tijuana · México | 1.ª           | 2018          | 11  | 0 | 4  | 1 | — | — | 15  | 1 |
| Tijuana · México | Total club    | Total club    | 11  | 0 | 4  | 1 | — | — | 15  | 1 |
| Dorados · México | 2.ª           | 2019          | 7   | 0 | 4  | 0 | — | — | 11  | 0 |
| Dorados · México | Total club    | Total club    | 7   | 0 | 4  | 0 | — | — | 11  | 0 |
| Ferro Carril Oeste Argentina | 2.ª           | 2019-20       | 17  | 2 | 0  | 0 | — | — | 17  | 2 |
| Ferro Carril Oeste Argentina | Total club    | Total club    | 17  | 2 | 0  | 0 | 0 | 0 | 17  | 2 |
| Patronato Argentina | 1.ª           | 2020          | —   | — | 18 | 1 | — | — | 18  | 1 |
| Patronato Argentina | Total club    | Total club    | 0   | 0 | 18 | 1 | 0 | 0 | 18  | 1 |
| Banfield Argentina | 1.ª           | 2021          | 13  | 0 | 1  | 0 | — | — | 14  | 0 |
| Banfield Argentina | Total club    | Total club    | 13  | 0 | 1  | 0 | 0 | 0 | 14  | 0 |
| Emelec · Ecuador | 1.ª           | 2022          | 5   | 0 | 0  | 0 | 1 | 0 | 6   | 0 |
| Emelec · Ecuador | Total         | Total         | 5   | 0 | 0  | 0 | 1 | 0 | 6   | 0 |
| Arsenal (Sarandí) Argentina | 1.ª           | 2022          | 14  | 0 | 0  | 0 | — | — | 14  | 0 |
| Arsenal (Sarandí) Argentina | Total         | Total         | 14  | 0 | 0  | 0 | 0 | 0 | 14  | 0 |
| Central Córdoba (Santiago del Estero) Argentina | 1.ª           | 2023          | 24  | 0 | 16 | 0 | — | — | 40  | 0 |
| Central Córdoba (Santiago del Estero) Argentina | Total         | Total         | 24  | 0 | 16 | 0 | 0 | 0 | 40  | 0 |
| Gimnasia y Esgrima (La Plata) Argentina | 1.ª           | 2024          | 5   | 0 | 8  | 0 | — | — | 13  | 0 |
| Gimnasia y Esgrima (La Plata) Argentina | Total         | Total         | 5   | 0 | 8  | 0 | 0 | 0 | 13  | 0 |
| Total carrera | Total carrera | Total carrera | 179 | 7 | 53 | 2 | 1 | 0 | 233 | 9 |
| (1) La copa nacional se refiere a la Copa Argentina, Copa Ecuador, a la Copa de la Liga Profesional y a la Copa México. (2) La copa internacional se refiere a la Copa Sudamericana y Copa Libertadores. |               |               |     |   |    |   |   |   |     |   |